# Музей Линнея
Музей Линнея (швед. Linnémuseet) — мемориальный музей в Уппсале, Швеция, названный в честь Карла Линнея. Учреждение находится под управлением некоммерческой организации «Шведское общество Линнея». Музей открыт для посетителей с мая по сентябрь.

## История

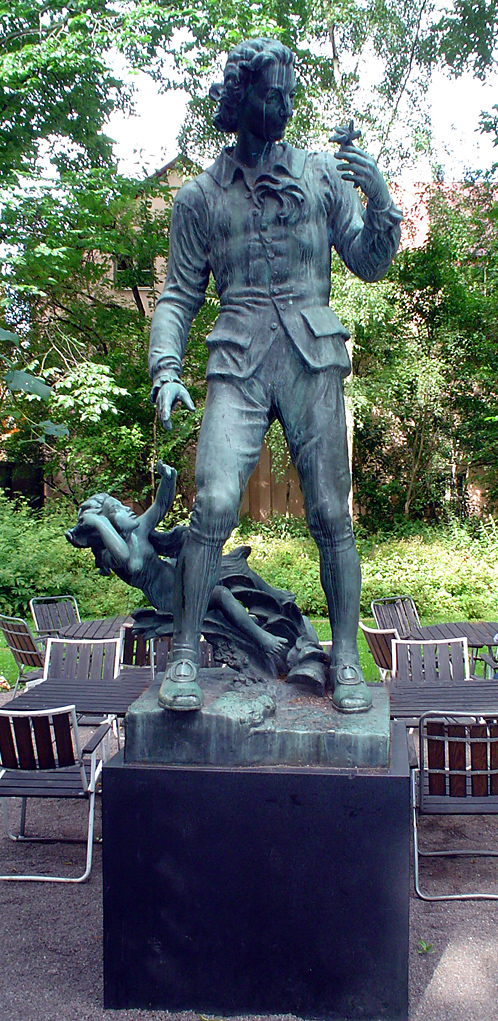
Памятник Карлу Линнею в саду возле музея

Расположен в историческом здании по адресу Свартбексгатан (швед. Svartbäcksgatan) на территории Ботанического сада Линнея в Уппсале. Сооружение, возведённое в 1693 году по проекту Улофа Рудбека-старшего как резиденция директора сада, служило официальным жильём для сотрудников Уппсальского университета с конца XVII века вплоть до 1934 года. Последним арендатором дома был Хуго Альвен — директор музыкального факультета университета.
При подготовке к заселению семьи Линнеев здание и сад находились в запущенном состоянии. После ремонта, инициированного Уппсальским университетом, первый этаж был адаптирован под жилые помещения, а второй — преобразован в научный комплекс. Он включал аудиторию для лекций, библиотеку, рабочий кабинет учёного и специализированные хранилища для коллекций.
После реконструкции здание служило служебной резиденцией Карлу Линнею и его семье в период с 1743 по 1778 год. Летние месяцы семья учёного проводила в загородной усадьбе (ныне известной как Хаммарбю Линнея), расположенной в приходе Данмарк в 15 км от Уппсалы. После кончины Линнея в 1778 году семья перебралась в Хаммарбю на постоянное жительство.
При Линнее резиденция стала мировым центром науки: здесь велись медицинские и ботанические изыскания, читались лекции, создавались революционные работы, а глобальная переписка учёного связывала исследователей континентов.
Пришедший в упадок старый ботанический сад, где находился музей, был приобретён Шведским Линнеевским обществом в 1917 году и реконструирован на основе детальных описаний из труда Линнея «Hortus Upsaliensis». Эта масштабная работа позволила воссоздать исторический облик сада, известного ныне как Линнеевский ботанический сад Уппсалы.

## Описание
Здание было преобразовано в мемориальный музей, посвящённый жизни семьи Линнея и его научному наследию, и торжественно открыто 30 мая 1937 года принцем Евгением Шведским. Экспозиция музея включает подлинные предметы обстановки семьи Линнеев: мебель, предметы домашнего обихода, текстиль и произведения искусства. К числу уникальных экспонатов относятся личные вещи Карла фон Линнея: аптечный ларец, секретер, энтомологический шкаф и гербарный шкаф.

## Галерея

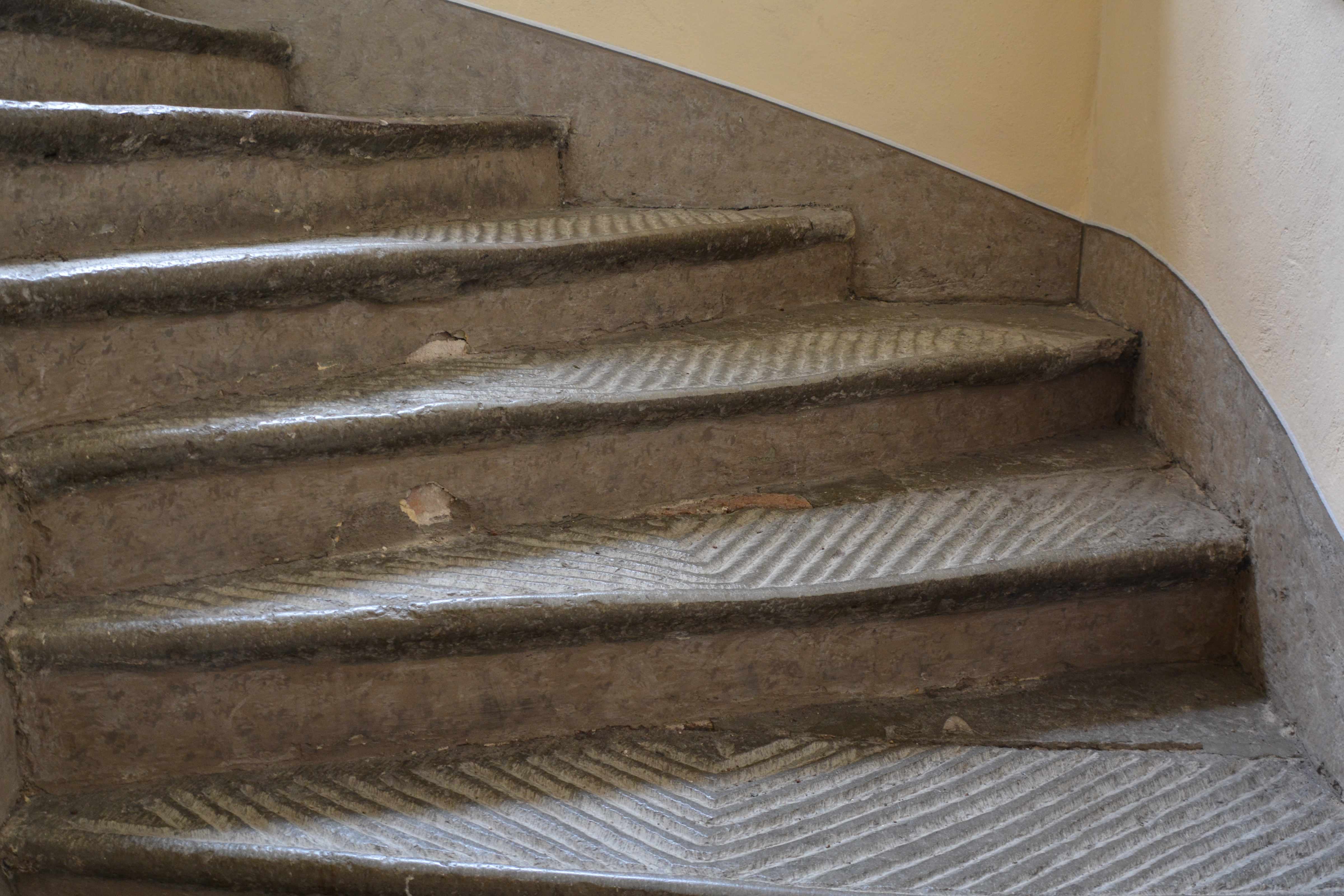
Известняковая лестница между этажами
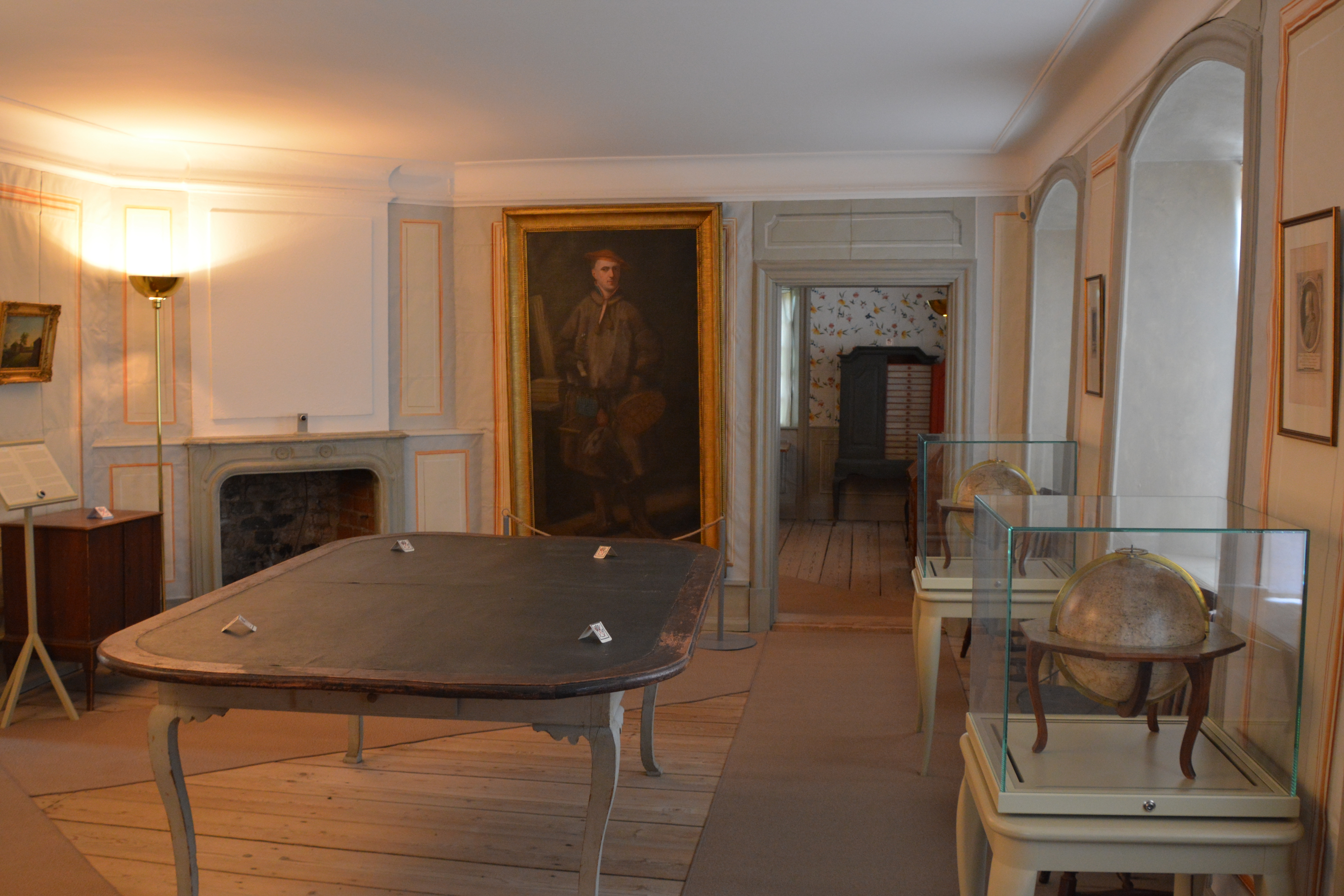
Зал на втором этаже
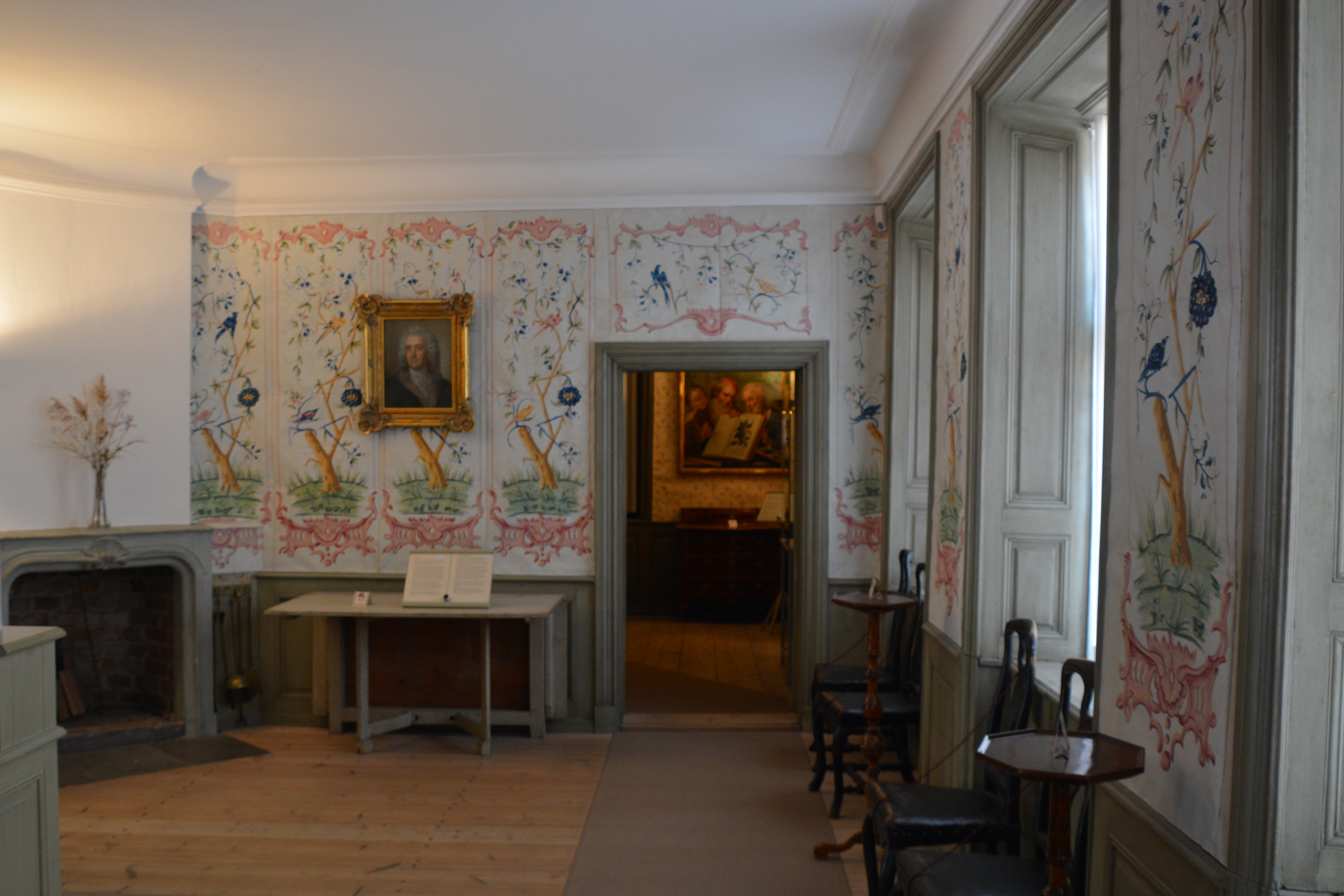
Другая часть зала
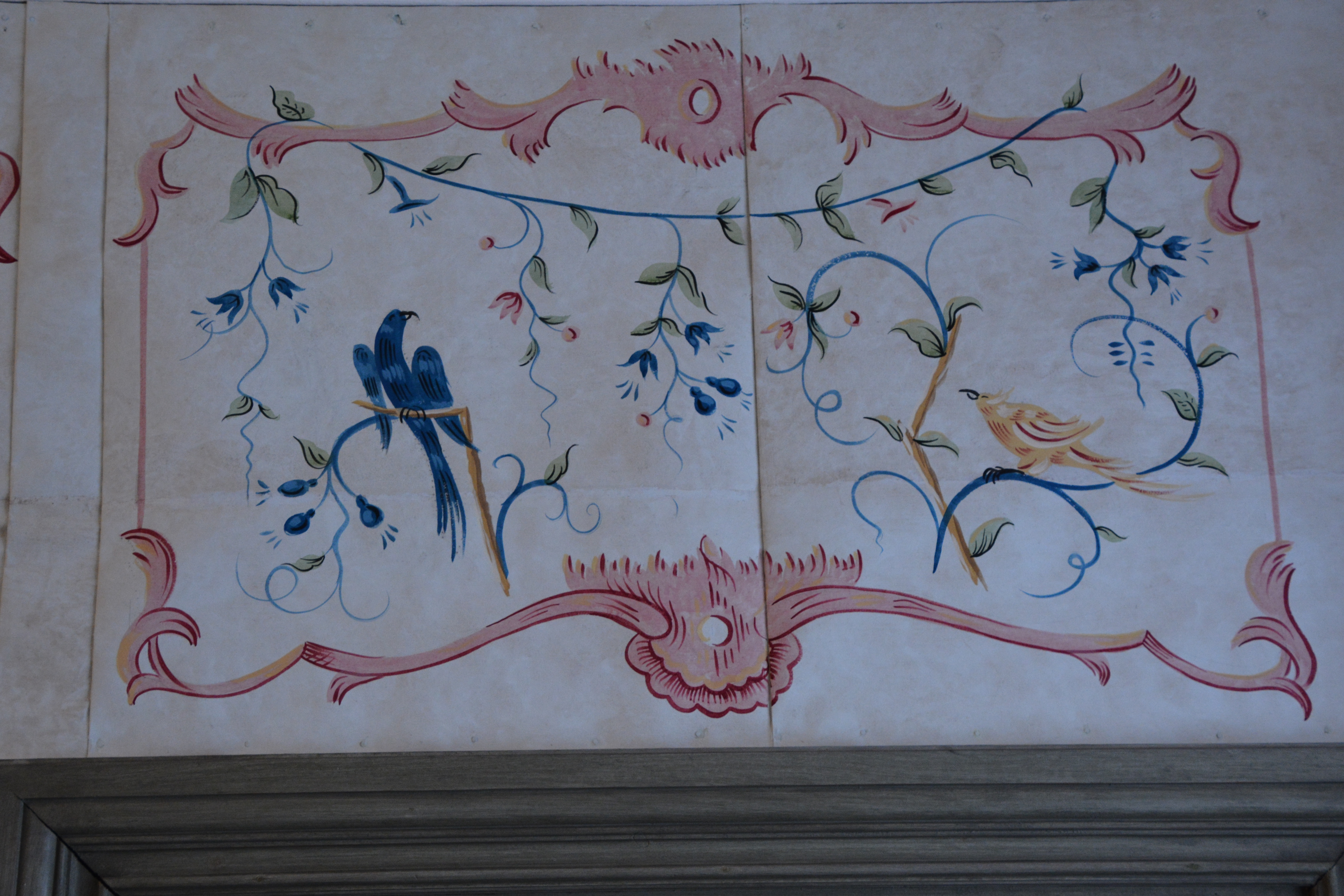
Обои